# Lynn Bari
Lynn Bari (Roanoke, Virginia 18 de dezembro de 1913 – Santa Mônica, Califórnia, 20 de novembro de 1989), nascida Margaret Schuyler Fisher, foi uma atriz que atuou em cerca de 150 filmes da 20th Century Fox do início dos anos 1930 até os anos 1940, reconhecida por sua forma escultural e atuação sensual.

## Primeiros anos
Bari nasceu em Roanoke, Virgínia e cresceu em Lynchburg, Virgínia se mudado para Los Angeles, Califórnia com sua família durante sua adolescência.

## Carreira

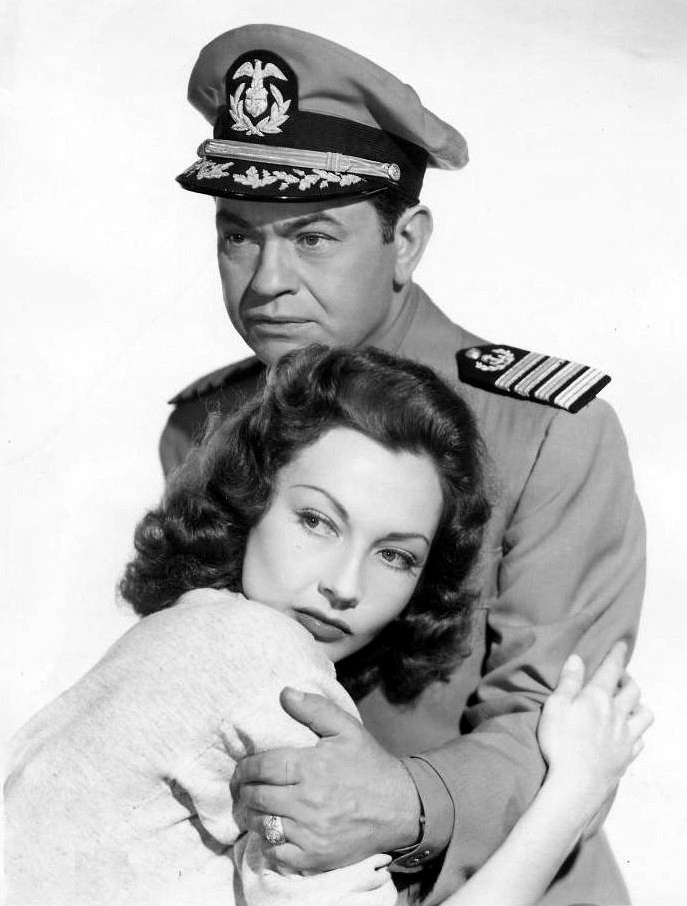
Edward G. Robinson e Bari no filme Tampico (1944).

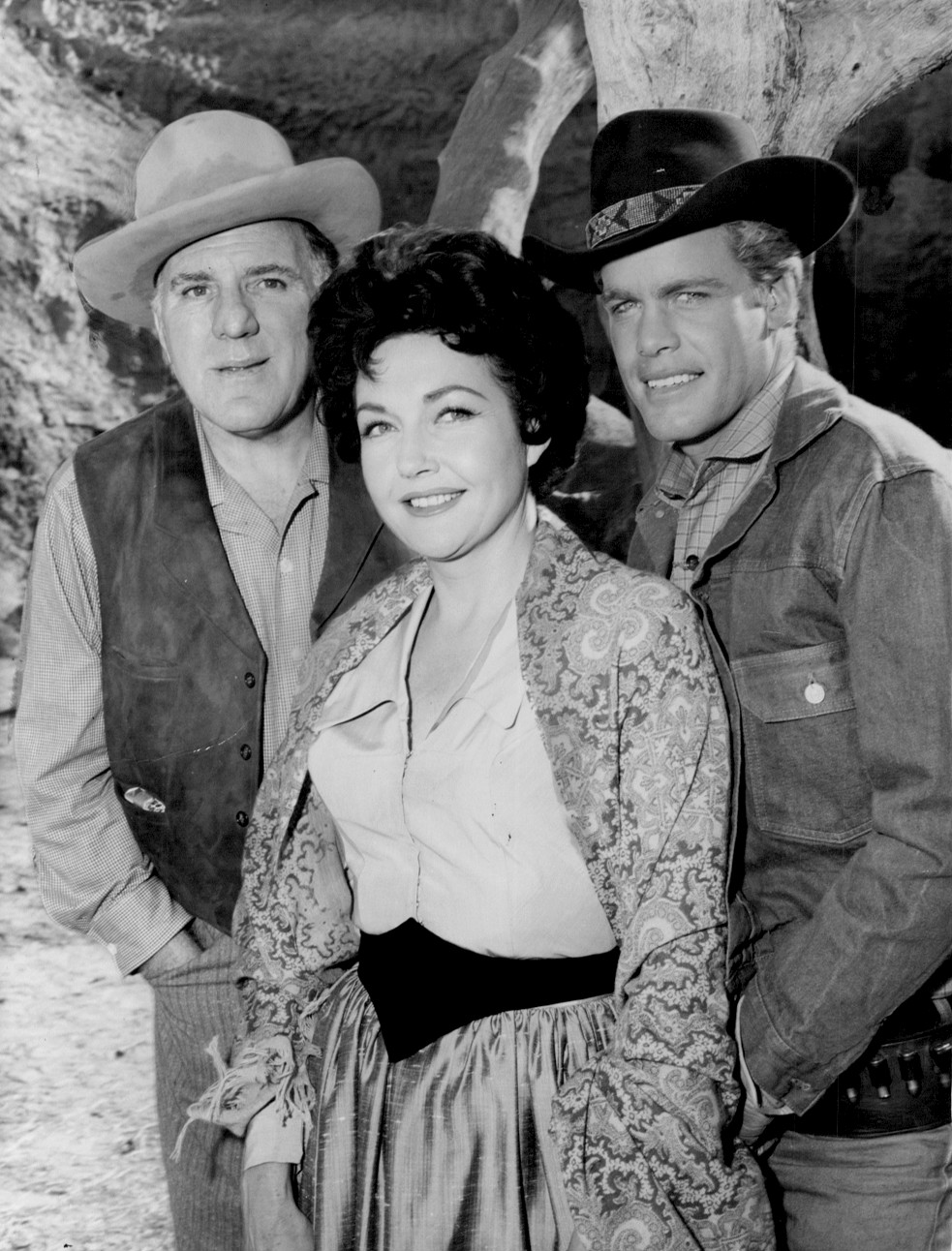
William Bendix, Lynn Bari e Doug McClure na ´serie de TV Overland Trail de 1960.

Na maioria de seus primeiros filmes, Bari tinha papéis não creditados atuando como recepcionista ou garota do coral. Lutou para estrelar nos filmes, mas aceitava qualquer papel que pudesse conseguir. Raros papéis principais incluem China Girl (1942), Hello, Frisco, Hello (1943) e The Spiritualist (1948). Nos  filmes B, Lynn normalmente atuava como vilã, notávelmente em Shock e Nocturne (ambos de 1946). Uma exceção foi em The Bridge of San Luis Rey (1944). Durante a Segunda Guerra Mundial, de acordo com uma pesquisa feita entre os soldados, Bari era a segunda mais popular garota pin-up depois da muita mais conhecida Betty Grable.
A carreira cinematográfica de Bari declinou no começo dos anos 1950, próximo ao seu aniversário de 40 anos, embora ela continuasse a trabalhar em um ritmo mais lento pelas duas décadas seguintes, agora atuando em papéis mais maternais do que sedutores. Retratou a mãe de um adolescente suicida em um drama de 1951,  On the Loose, e muitos outros papéis coadjuvantes.
A última aparição de Bari em um filme foi como a máe do adolescente rebelde Patty McCormack em The Young Runaways (1968) e sua aparição final na TV foi em episódios de The Girl From U.N.C.L.E. e The FBI.
Bari se aproveitou do crescimento da televisão durante os anos 50, com ela estrelando a sitcom ao vivo Detective's Wife, que foi ar durante o verão de 1950, e em Boss Lady
Em 1955, Bari apareceu no episódio "The Beautiful Miss X" da série de TV City Detective de Rod Cameron. Em 1960, ela interpretou a criminosa Belle Starr no episódio de estreia "Perilous Passage" da série de western da NBC Overland Trail estrelado por William Bendix e Doug McClure e como ator convidado Robert J. Wilke como Cole Younger.
De julho a setembro de 1952, Bari estrelou em sua própria sitcom, Boss Lady, um atração que substitui durante o verão a série Fireside Theater da NBC. Ela interpretou Gwen F. Allen, a linda executiva de uma construtora. No papel, o menor de seus problemas era ser capaz de contratar um gerente geral que não se apaixonasse por ela.
Ao comentar seus papéis de "a outra", Bari disse: "Pareço ser a mulher que está sempre com uma arma na bolsa. Tenho pavor de armas. Vou de cenário em cenário atirando em pessoas e roubando maridos!"

## Vida pessoal
Bari era a única filha de John Maynard Fisher, nativo de Tennessee, e sua esposa, Marjorie Halpen de Nova Iorque. Tinha um irmão mais novo,  John. Fisher faleceu em 1920, e sua viúva se mudou com a família para Lynchburg, Virgínia. Aqui a mãe de Bari conheceu e se casou com o Reverendo Robert Bizer, um ministro da Ciência Religiosa. Foi lhe atribuída uma nova posição em sua igreja em Boston e Bizer se mudou com sua família para Massachusetts. Bari mais tarde se recordava que outras crianças na escola em Boston fizeram as vidas dela e de seu irmão extremamente infelizes, fazendo piadas constantemente de seu óbvio sotaque sulista. Ficou determinada em eliminar seu sotaque, se envolvendo com teatro amador e tendo aulas de dicção. Bari ficou entusiasmada, quando aos 13 anos, ficou sabendo que seu padrasto tinha sido transferido para Los Angeles, onde mais tarde se tornaria o chefe do Instituto de Ciência Religiosa.
Seu nome artístico, escolhido como 'Lynn Barrie' enquanto estava na escola de teatro aos 14 anos, era uma junção do nome da atriz de teatro Lynn Fontanne e o autor James Matthew Barrie. Após ler uma estória sobre a cidade italiana de Bari, decidiu mudar a grafia de seu nome.
Como leal membro do  Partido Republicano, Bari ativamente apoiou causas conservadoras, fazendo campanha para os candidatos presidenciais Republicanos  Hoover e Reagan, e foi participante regular das convenções nacionais do partido.
A promissora carreira de Bari foi sabotada por problemas não resolvidos com uma mãe dominadora e alcoólatra e três casamentos.

### Casamentos e filhos
Bari foi casada com o agente Walter Kane, o produtor Sidney Luft e o psicanalista Dr. Nathan Rickles. Luft se casou com Bari em 28 de novembro de  1943. Se divorciaram em 26 de dezembro de 1950. Ela e Rickles se casaram em 30 de Agosto de 1955; se divorciaram em 1972. A primeira filha de Bari com Luft nasceu em 7 de agosto de 1945, no hospital St. John's em  Santa Mônica, mas faleceu no dia seguinte. Dois anos mais tarde, Bari teve um filho, John Michael Luft (1948). John Michael era o centro de uma "batalha de custódia entre Luft e Bari. Um juiz em Los Angeles decidiu em favor de Bari em novembro de 1958, alegando que a casa de Luft era um lugar impróprio para se criar o garoto."

## Últimos anos
Nos anos 1960, Bari participou da turnê da produção da peça teatral  Barefoot in the Park, fazendo o papel de mãe da noiva. Após se aposentar como atriz nos anos 1970, Bari se mudou para  Santa Mônica. Em seus últimos anos, sofreu problemas crescentes devido à artrite.

## Morte
Em 20 de novembro de 1989, Bari foi encontrada morta em sua casa de um aparente ataque cardíaco. Ela foi cremada e suas cinzas jogadas ao mar. Em 2010, o historiador de cinema Jeff Gordon publicou uma biografia autorizada com o título Foxy Lady escrita à partir de entrevistas completadas pouco antes da morte de Bari.

## Calçada da Fama em Hollywood
Bari tem duas estrelas na Calçada da Fama, uma por seus filmes, no número 6116 da Hollywood Boulevard e uma por sua atuação na televisão, no número 6323 da Hollywood Boulevard.

## Filmografia
- Meet the Baron (1933)
- Dancing Lady (1933)
- I Am Suzanne (1933)
- Search for Beauty (1934)
- David Harum (1934) (não creditado)
- Coming Out Party (1934) (não creditado)
- Bottoms Up (1934)
- Stand Up and Cheer! (1934)
- Handy Andy (1934) (não creditado)
- Caravan (1934)
- 365 Nights in Hollywood (1934)
- Music in the Air (1934)
- Charlie Chan in Paris (1935)
- The Great Hotel Murder (1935)
- George White's 1935 Scandals (1935)
- Ten Dollar Raise (1935)
- Spring Tonic (1935)
- Doubting Thomas (1935) (não creditado)
- The Daring Young Man (1935) (não creditado)
- Dante's Inferno (1935)
- Curly Top (1935)
- Welcome Home (1935)
- Orchids to You (1935) (não creditado)
- Redheads on Parade (1935) (não creditado)
- Ladies Love Danger (1935) (não creditado)
- The Gay Deception (1935) (não creditado)
- Charlie Chan in Shanghai (1935)
- Way Down East (1935)
- Metropolitan (1935)
- Music Is Magic (1935)
- Thanks a Million (1935)
- The Man Who Broke the Bank at Monte Carlo (1935) (não creditado)
- Show Them No Mercy! (1935)
- Professional Soldier (1935) (não creditado)
- My Marriage (1936)
- King of Burlesque (1936)
- It Had to Happen (1936)
- Song and Dance Man (1936)
- Everybody's Old Man (1936)
- The Great Ziegfeld (1936)
- Gentle Julia (1936)
- Private Number (1936) (não creditado)
- Poor Little Rich Girl (1936)
- 36 Hours to Kill (1936)
- Girls' Dormitory (1936) (não creditado)
- Sing, Baby, Sing (1936)
- Star for a Night (1936)
- Ladies in Love (1936)
- Fifteen Maiden Lane (1936)
- Pigskin Parade (1936)
- Under Your Spell (1936)
- Crack-Up (1936) (não creditado)
- Woman-Wise (1937)
- On the Avenue (1937)
- Time Out for Romance (1937)
- Love Is News (1937)
- Fair Warning (1937)
- Cafe Metropole (1937)
- This Is My Affair (1937)
- Sing and Be Happy (1937)
- She Had to Eat (1937)
- The Lady Escapes (1937) (não creditado)
- Wee Willie Winkie (1937)
- You Can't Have Everything (1937)
- Wake Up and Live (1937)
- Life Begins in College (1937) (não creditado)
- Lancer Spy (1937)
- Wife, Doctor and Nurse (1937)
- Ali Baba Goes to Town (1937)
- 45 Fathers (1937)
- Love and Hisses (1937)
- City Girl (1938)
- The Baroness and the Butler (1938)
- Walking Down Broadway (1938)
- Rebecca of Sunnybrook Farm (1938)
- Mr. Moto's Gamble (1938)
- Battle of Broadway (1938)
- Josette (1938)
- Speed to Burn (1938)
- Always Goodbye (1938)
- I'll Give a Million (1938)
- Meet the Girls (1938)
- Sharpshooters (1938)
- Pardon Our Nerve (1939)
- The Return of the Cisco Kid (1939)
- Chasing Danger (1939)
- News Is Made at Night (1939)
- Hotel for Women (1939)
- Hollywood Cavalcade (1939)
- Pack Up Your Troubles (1939)
- Charlie Chan in City in Darkness (1939)
- City of Chance (1940)
- Free, Blonde and 21 (1940)
- Lillian Russell (1940)
- Earthbound (1940)
- Pier 13 (1940)
- Kit Carson (1940)
- Charter Pilot (1940)
- Sleepers West (1941)
- Sangue e Areia (1941)
- Sun Valley Serenade (1941)
- We Go Fast (1941)
- Moon Over Her Shoulder (1941)
- The Perfect Snob (1941)
- The Night Before the Divorce (1942)
- Secret Agent of Japan (1942)
- The Falcon Takes Over (1942)
- The Magnificent Dope (1942)
- Orchestra Wives (1942)
- China Girl (1942)
- Hello, Frisco, Hello (1943)
- The Bridge of San Luis Rey (1944)
- Tampico (1944)
- Sweet and Low-Down (1944)
- Captain Eddie (1945)
- Shock (1946)
- Home Sweet Homicide (1946)
- Margie (1946)
- Nocturne (1946)
- Man From Texas (1948)
- The Amazing Mr. X (1948)
- The Kid from Cleveland (1949)
- I'd Climb the Highest Mountain (1951)
- On the Loose (1951)
- Sunny Side of the Street (1951)
- I Dream of Jeanie (1952)
- Has Anybody Seen My Gal? (1952)
- Francis Joins the WACS (1954)
- Abbott and Costello Meet the Keystone Kops (1955)
- The Women of Pitcairn Island (1956)
- Damn Citizen (1958)
- Elfego Baca: Six Gun Law (1962)
- Trauma (1962)
- The Young Runaways (1968)[19]

## Rádio
| Ano  | Programa              | Episódio/fonte                                     |
| ---- | --------------------- | -------------------------------------------------- |
| 1947 | Rexall Summer Theater | Estrelado (com Pat O'Brien) The Durante-Moore Show |
| 1952 | Screen Guild Theatre  | "Heaven Can Wait"                                  |

## Leitura
- Foxy Lady: The Authorized Biography of Lynn Bari por Jeff Gordon (BearManor Media, 2010, 500 pp. ISBN 9781593935238)